# サンライン
サンライン（Sunline、1995年 - 2009年）はニュージーランドの競走馬・繁殖牝馬である。2-7歳にかけておもにニュージーランドとオーストラリアで走り、G1・13勝を挙げた。馬名は両親の名前の合成に由来。
おもな勝ち鞍はコックスプレート連覇、ドンカスターハンデキャップ連覇、香港マイルなど。獲得賞金は当時のオセアニア記録となる1169万オーストラリアドルに達し、ニュージーランド年度代表馬は1998/1999-2001/2002年の4シーズン、オーストラリア年度代表馬にも1999/2000-2001/2002年の3シーズンに渡って選ばれた。2002年には現役馬ながらニュージーランド競馬の殿堂入りを果たし、オーストラリアでものちに選出されている。晩年は蹄葉炎を患い、約1年にわたる闘病の末、2009年5月1日朝に安楽死処分となり、エラズリー競馬場に埋葬された。

## シーズン別競走成績
- 1997/1998年（3戦3勝）
- 1998/1999年（10戦8勝）
  - フライトステークス (G1) 、ドンカスターハンデキャップ (G1)
- 1999/2000年（11戦6勝）
  - コックスプレート (G1) 、クールモアクラシック (G1) 、オールエイジドステークス (G1)
- 2000/2001年（11戦8勝）
  - コックスプレート (G1) 、香港マイル (G1) 、マニカトステークス (G1) 、ワイカトドラフトスプリント (G1)
- 2001/2002年（9戦6勝）
  - ワイカトドラフトスプリント (G1) 、クールモアクラシック (G1) 、ドンカスターハンデキャップ (G1) 、オールエイジドステークス (G1)
- 2002/2003年（4戦1勝）

## 繁殖成績
サンラインは4頭の産駒を残した。そのうちの2頭（Sunstrike、Sun Ruler）が勝ち上がり、1頭が未勝利、もう1頭は不出走であった。
SunstrikeとSun Rulerは2009年に対戦し、Sun Rulerがハナ差で勝利している。

## 血統表
| サンラインの血統（ノーザンダンサー系 / Northern Dancer4×4=12.50%） | サンラインの血統（ノーザンダンサー系 / Northern Dancer4×4=12.50%） | サンラインの血統（ノーザンダンサー系 / Northern Dancer4×4=12.50%） | （血統表の出典）    | （血統表の出典） |
| 父 Desert Sun 1988 鹿毛                                            | 父の父Green Desert 1983 鹿毛                                       | Danzig                                                             | Northern Dancer     | Northern Dancer  |
| 父 Desert Sun 1988 鹿毛                                            | 父の父Green Desert 1983 鹿毛                                       | Danzig                                                             | Pas de Nom          |                  |
| 父 Desert Sun 1988 鹿毛                                            | 父の父Green Desert 1983 鹿毛                                       | Foreign Courier                                                    | Sir Ivor            | Sir Ivor         |
| 父 Desert Sun 1988 鹿毛                                            | 父の父Green Desert 1983 鹿毛                                       | Foreign Courier                                                    | Courtly Dee         |                  |
| 父 Desert Sun 1988 鹿毛                                            | 父の母Solar 1973 栗毛                                              | Hotfoot                                                            | FIrestreak          | FIrestreak       |
| 父 Desert Sun 1988 鹿毛                                            | 父の母Solar 1973 栗毛                                              | Hotfoot                                                            | Pitter Patter       |                  |
| 父 Desert Sun 1988 鹿毛                                            | 父の母Solar 1973 栗毛                                              | L'Anguissola                                                       | Soderini            | Soderini         |
| 父 Desert Sun 1988 鹿毛                                            | 父の母Solar 1973 栗毛                                              | L'Anguissola                                                       | Posh                |                  |
| 母 Songline 1987 鹿毛                                              | 母の父Western Symphony 1981 鹿毛                                   | Nijinsky                                                           | Northern Dancer     | Northern Dancer  |
| 母 Songline 1987 鹿毛                                              | 母の父Western Symphony 1981 鹿毛                                   | Nijinsky                                                           | Flaming Page        |                  |
| 母 Songline 1987 鹿毛                                              | 母の父Western Symphony 1981 鹿毛                                   | Millcent                                                           | Cornish Prince      | Cornish Prince   |
| 母 Songline 1987 鹿毛                                              | 母の父Western Symphony 1981 鹿毛                                   | Millcent                                                           | Milan Mill          |                  |
| 母 Songline 1987 鹿毛                                              | 母の母McAngus 1979 黒鹿毛                                          | Alvaro                                                             | Rockefella          | Rockefella       |
| 母 Songline 1987 鹿毛                                              | 母の母McAngus 1979 黒鹿毛                                          | Alvaro                                                             | Aldegonde           |                  |
| 母 Songline 1987 鹿毛                                              | 母の母McAngus 1979 黒鹿毛                                          | Honey Carlyle                                                      | Better Honey        | Better Honey     |
| 母 Songline 1987 鹿毛                                              | 母の母McAngus 1979 黒鹿毛                                          | Honey Carlyle                                                      | Nora Crena F-No.2-r |                  |